# 美的情操
美的情操（びてきじょうそう）とは美術、音楽など社会的かつ合理的に美しいとされる事物に対して起こる知的で情緒的な感情に因る態度の事である。

## 概説
そもそも情操とは「高い精神活動に伴って起こる感情的、知的で持続性のある情緒的態度」の事を指す。
美的情操は即ち以上の情操の内、主観的な感覚に対応した感情から生まれるものを指す。近年の情操教育では道徳的情操の内面化の手法の一つとして扱われる事もあるが、以上に述べたよう客観的な理性や知性に因る感情から生まれる道徳的情操とは異なるものである。
美術史家の山本正夫は著書の中でこの違いを、「美的情操は常に美を、道徳的情操は常に善を求める」と表現している。

## 歴史
美的情操という言葉が日本で使われるようになったのはごく最近の事である。小学生を対象とした美術教育の目標の一つとして「豊かな人間性を育む」という言葉が出てきた昭和35年頃から美的情操を学校教育の中で教える動きが広まっていった。
美的情操という言葉の起源は定かではないが、美に関する情操について盛んに論じられるようになったのは一般的に18世紀ごろ、新ヒューマニズム理論を展開していた時期のドイツとされる。ただし18世紀当初の美的情操とは暗に美的教養を指し、社会的に名作とされる美術作品についての知識を身に付ける事が求められていた。
18世紀後半になり芸術が感情や自己表現の手段の一種として教育に取り入れた事に伴い、従来のような知識に因るものではなく芸術品に対する感情に着目した現在の美的情操が提言された。

## 問題点
美的情操を述べる上で「美しい事物とは何か」という問題は避けては通れない。無批判の前提として設定されている「美しいもの」の社会的な定義は個々の考える「美しさ」を認めておらず、多様な人間性を否定するものだという意見も少なくない。特に、教育現場においては子どもの感性や個性を画一的な物に定めてしまうという批判は多い。